# Meșteru, Tulcea
Meșteru este un sat în comuna Dorobanțu din județul Tulcea, Dobrogea, România. Se află în partea de vest a județului,  în Podișul Babadagului.
În timpul dominației otomane localitatea se numea Canat Calfa. După 1877 aici vin veterani împropietăriți prin decrete regale, din regat și din Ardeal. Satul se află la cca 4 km vest de Comuna Dorobanțu (DN 222-Topolog-Cerna). Denumirea „Meșteru” din 1963 este traducerea toponimului turcesc. Locuit în exclusivitate de români care se ocupă cu agricultura și creșterea animalelor domestice și apicultură. Are Școală și Biserică. Este situat pe versanții unui pârâu ce izvorăște din estul satului și care curge sinuos spre Dorobanțu, apoi, „șiret” se întoarce spre vest revărsându-se, pe lângâ Pecineaga, în Dunăre. Biserica, zidită de localnici prin anii1920-27, din piatră albă, pe o stâncă de piatră, cu hramul „Sf. Ilie” , a suferit din cauza cutremurelor secolului trecut; 1940, 1977, 1981, 1986, 1990, a fost restaurată între anii 2004-2009 de meșteri locali, Jinga Gheorghe,ș. a. ajutați efectiv de primărie. Pictura este realizată de un grup de studenți de la Facultatea de Teologie - Constanța. a fost târnosită de Episcopul Visarion al Tulcii, preot fiind Alexe Andrei, la data de 19 iulie 2009.